# 虹螺岘镇
虹螺岘镇，是中华人民共和国辽宁省葫芦岛市南票区下辖的一个乡镇级行政单位。

## 行政区划
虹螺岘镇下辖以下地区：
虹螺岘社区、蛤蟆山社区、虹东村、虹西村、虹南村、虹北村、大安村、火台子村、小寺村、兴隆村、后潘村、前潘村、英守屯村、大岭村、板石沟村、团山子村和靠山屯村。